# Andriej Iłłarionow
Andriej Nikołajewicz Iłłarionow (ros. Андре́й Никола́евич Илларио́нов, ur. 16 września 1961 w Leningradzie) – rosyjski ekonomista.

## Życiorys
W 1983 ukończył studia na Wydziale Ekonomicznym Leningradzkiego Uniwersytetu Państwowego, a w 1987 aspiranturę tego uniwersytetu (temat jego pracy dyplomowej: "Istota kapitalizmu państwowo-monopolowego i jego periodyzacja: Analiza polityczno-ekonomiczna i statystyczna") i został kandydatem nauk ekonomicznych. W 1983 został asystentem Katedry Międzynarodowych Stosunków Ekonomicznych Leningradzkiego Uniwersytetu Państwowego, od 1987 wykładał ekonomię polityczną na Leningradzkim Uniwersytecie Państwowym, 1990–1992 był starszym pracownikiem naukowym Instytutu Finansowo-Ekonomicznego, 1991 odbywał staż w Birmingham w W. Brytanii oraz w Austrii. Od kwietnia 1992 do kwietnia 1993 był I zastępcą dyrektora Roboczego Centrum Reform Ekonomicznych przy Władzach Federacji Rosyjskiej, a w 1993 kierownikiem grupy analiz i planowania przy premierze Rosji Wiktorze Czernomyrdinie, brał udział w opracowywaniu programu prywatyzacji, w lipcu 1994 do 2000 był dyrektorem prywatnego Instytutu Analiz Ekonomicznych. W grudniu 1999 został ekspertem Centrum Rozwoju Strategicznego, brał udział w opracowywaniu budżetu, od 12 kwietnia 2000 do 27 grudnia 2005 był doradcą prezydenta Rosji Władimira Putina ds. ekonomicznych. Doprowadził do przyjęcia w 2001 ustawy o jednolitym podatku liniowym 13%. Po zwolnieniu ze stanowiska doradcy prezydenta Rosji został starszym pracownikiem naukowym Cato Institute w Waszyngtonie. Reprezentuje poglądy libertariańskie.
W 2016 został ekspertem polskiej Podkomisji ds. Ponownego Zbadania Wypadku Lotniczego pod Smoleńskiem, powołanej przez ministra obrony narodowej Antoniego Macierewicza przy Komisji Badania Wypadków Lotniczych Lotnictwa Państwowego.